# Rozsdás vanga
A rozsdás vanga (Schetba rufa)  a madarak osztályának verébalakúak (Passeriformes) rendjébe és a vangagébicsfélék (Vangidae) családjába tartozó Schetba nem egyetlen faja.

## Rendszerezése
A fajt Carl von Linné svéd természettudós írta le 1766-ban, a Lanius nembe Lanius rufus néven.

## Alfajai
- Schetba rufa occidentalis Delacour, 1931
- Schetba rufa rufa (Linnaeus, 1766)[2]

## Előfordulása
Madagaszkár területén honos. Természetes élőhelyei a szubtrópusi vagy trópusi száraz erdők, valamint síkvidéki és hegyi esőerdők. Állandó, nem vonuló faj.

## Megjelenése
Testhossza 20 centiméter. Szárnyai barnák, feje és torka sötétkék, testalja fehér színű.

## Életmódja
Rovarokkal és kisebb gyíkokkal táplálkozik, melyeket zömmel az esőerdő talaján fog meg. Gyakran hosszan várakozik egy ágon ülve, hogy elé kerüljön egy rovar, majd lecsap.

## Természetvédelmi helyzete
Az elterjedési területe rendkívül nagy, egyedszáma ismeretlen. A Természetvédelmi Világszövetség Vörös listáján nem fenyegetett fajként szerepel.